# Progressive muslim union
 (février 2018).
Si vous disposez d'ouvrages ou d'articles de référence ou si vous connaissez des sites web de qualité traitant du thème abordé ici, merci de compléter l'article en donnant les références utiles à sa vérifiabilité et en les liant à la section « Notes et références ».
La Progressive Muslim union of North America (Union progressiste musulmane de l'Amérique du Nord) était une association américaine se réclamant de l'Islam libéral. Elle a été officiellement fondée le 15 novembre 2004 à Manhattan, et dissoute en décembre 2006.

## Site officiel
- (en) Site officiel